# Live at Wembley (album Meat Loafa)
Live at Wembley – album koncertowy Meat Loafa wydany w październiku 1977.

## Lista piosenek
1. Blind Before I Stop (Paul Christie, Golden, Meat Loaf) – 3:54
2. Rock And Roll Mercenaries (Michael Dan Ehmig, Alan Hodge)– 5:33
3. You Took The Words Right Out Of My Mouth (Hot Summer Night) (Jim Steinman) – 7:49
4. Midnight At The Lost and Found (Steve Buslowe, Paul Christie, Dan Peyronel, Meat Loaf) – 3:43
5. Modern Girl (Paul Jacobs, Sarah Durkee) – 5:44
6. Paradise By The Dashboard Light (Jim Steinman) – 10:04
7. Two Out Of Three Ain't Bad (Jim Steinman) – 8:06
8. Bat Out Of Hell (Jim Steinman) – 10:29
9. Masculine (Rick Derringer) – 6:50
10. "Rock And Roll Medley" – 8:34
  - Johnny B. Goode
  - Jailhouse Rock
  - Slow Down
  - Blue Suede Shoes
  - Johnny B. Goode

## Osoby
- Meat Loaf — Główny wokal
- Bob Kulick - Główna gitara elektryczna
- Alan Merrill - Gitary, Chórek
- Steve Buslowe - Gitara basowa, Chórek
- Paul Jacobs - Fortepian
- Frank Doyle - Keyboard
- Chuck Burgi - Perkusja
- Amy Goff - Główne partie kobiece, Chórek
- Elaine Goff - Chórek
- John Parr - Drugi główny wokal w  Rock And Roll Mercenaries